# Helix (oor)
De helix is de buitenste rand van de oorschelp (auricula). Aan de onderkant hiervan bevindt zich de oorlel (lobulus auriculae), terwijl de binnenrand (anthelix) naar de uitwendige gehoorgang (meatus acusticus externus) leidt.
Het oorspronkelijk Griekse woord betekent spiraal.
Het kraakbeen van de helix kan ontstoken raken: chondrodermatitis nodularis helicis.
Soms worden op deze plaats piercings gemaakt, de helixpiercing.